# Joan Antoni Turell i Cabrinety
Joan Antoni Turell i Cabrinety és un farmacèutic i polític català, breument diputat al Congrés dels Diputats en la V Legislatura.
Es llicencià en farmàcia per la Universitat de Barcelona, on també es diplomà en psicologia. Ha treballat durant molts anys en una farmàcia de la seva propietat. Alhora ha estat militant de Convergència Democràtica de Catalunya des de 1978, partit en el que ha ocupat diverses responsabilitats d'orde intern.
El desembre de 1995 va substituir en el seu escó Ramon Camp i Batalla, elegit diputat a les eleccions generals espanyoles de 1993. Ha estat vocal de la Comissió de Política Social i Ocupació i de la Comissió de Sanitat i Consum del Congrés dels Diputats. No fou reescollit.